# Made in Heaven
Made in Heaven е петнадесетият студиен албум на британската рок група Куийн и последният с Фреди Меркюри и басиста Джон Дийкън. Той е издаден на 6 ноември 1995 година. След смъртта на Фреди, през ноември 1991 г., останалите членове на групата Джон Дийкън, Роджър Тейлър и Брайън Мей започват работа с вокални и пиано части от Меркюри записани преди смъртта му, заедно с написани нови текстове.
Двата етапа на записите преди и след смъртта на Фреди Меркюри, са завършени в студиото на групата в Монтрьо, Швейцария. Албумът дебютира под номер едно в Обединеното кралство, където и достига четири пъти платинен статус. Според вестник Гардиън, от албума са продадени двадесет милиона копия по целия свят.

## Списък на песните
1. It’s a Beautiful Day (Куийн) – 2:32
2. Made in Heaven (Меркюри) – 5:25
3. Let Me Live (Куийн) – 4:45
4. Mother Love (Мей, Меркюри) – 4:49
5. My Life Has Been Saved (Куийн) – 3:15
6. I Was Born to Love You (Меркюри) – 4:49
7. Heaven for Everyone (Тейлър) – 5:36
8. Too Much Love Will Kill You (Мей, Мъспер, Лемърс) – 4:20
9. You Don’t Fool Me (Куийн) – 5:24
10. A Winter’s Tale (Куийн) – 3:49
11. It’s a Beautiful Day (Куийн) – 3:01
12. Yeah – 0:04
13. Untitled Hidden Track – 22:32

## Състав
- Фреди Меркюри: водещи и беквокали, пиано
- Брайън Мей: китари, клавиши
- Роджър Тейлър: барабани
- Джон Дийкън: бас